# Oedaleus obtusangulus
Oedaleus obtusangulus är en insektsart som beskrevs av Boris Petrovich Uvarov 1936. Oedaleus obtusangulus ingår i släktet Oedaleus och familjen gräshoppor. Inga underarter finns listade i Catalogue of Life.